# Hackerspace

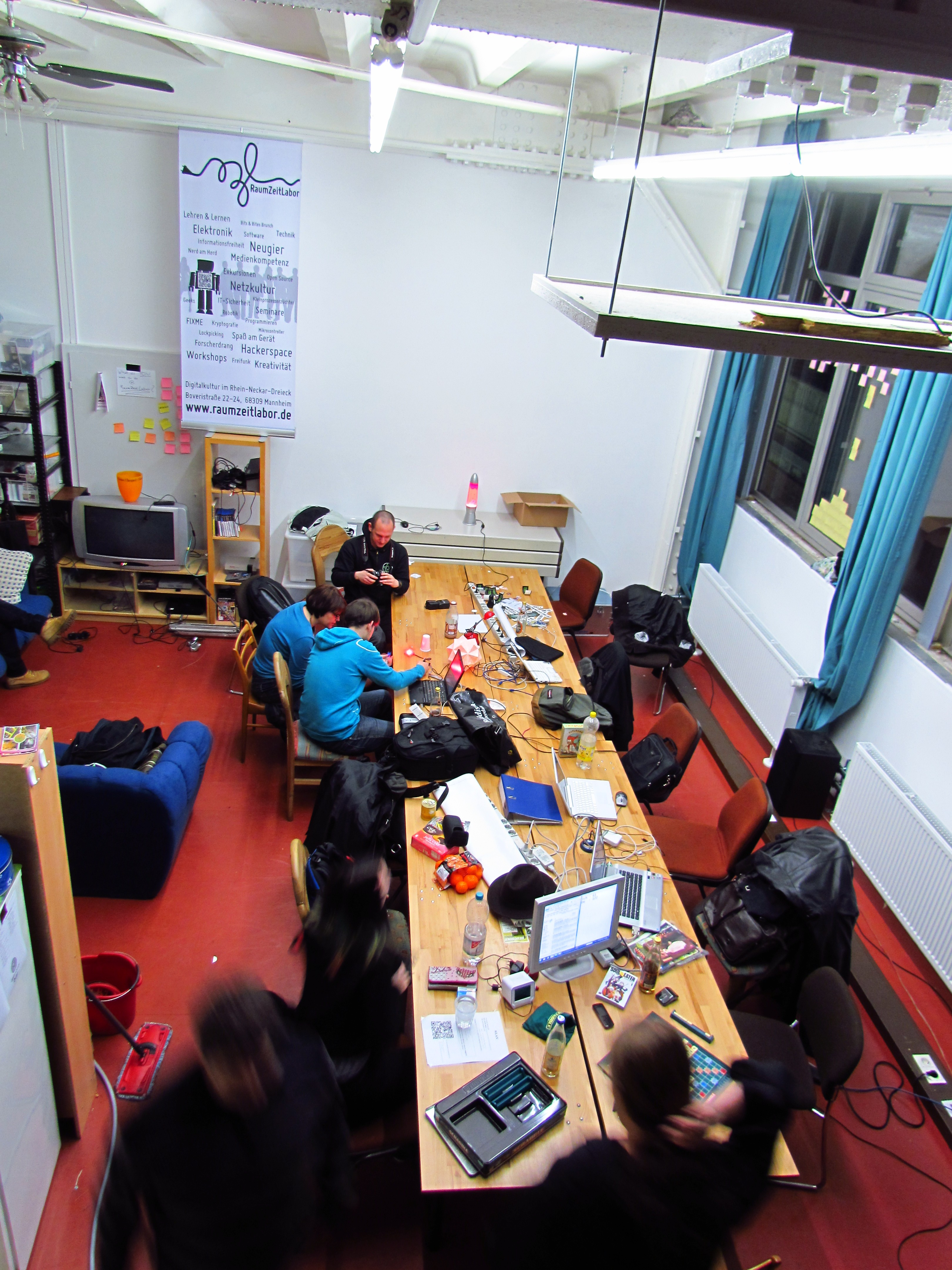
Niemiecki hackerspace (RaumZeitLabor)

Hackerspace (hackspace, hacklab, makerspace, creative space – kreatywna przestrzeń) – zarządzana przez społeczność przestrzeń fizyczna, w której spotykają się i współpracują osoby mające wspólne pasje, zwykle związane z informatyką i nowymi technologiami.

## Opis
Hackerspace to współtworzona przez lokalną społeczność przestrzeń, w której zazwyczaj znaleźć można – w zależności od konkretnego hackerspace'u – przestrzeń przeznaczoną do wspólnej pracy nad projektami, warsztat elektroniczny, ślusarski czy stolarski oraz innego rodzaju infrastrukturę wspierającą kreatywność i pracę nad projektami. W miejscach tych spotykają się hakerzy, makerzy, ludzie zainteresowani technologią i majsterkowicze. Często są to osoby o zróżnicowanych zainteresowaniach, które wspólnie tworzą nowe projekty.
Wiele hackerspace’ów uczestniczy w tworzeniu wolnego oprogramowania, open hardware czy alternatywnych mediów.

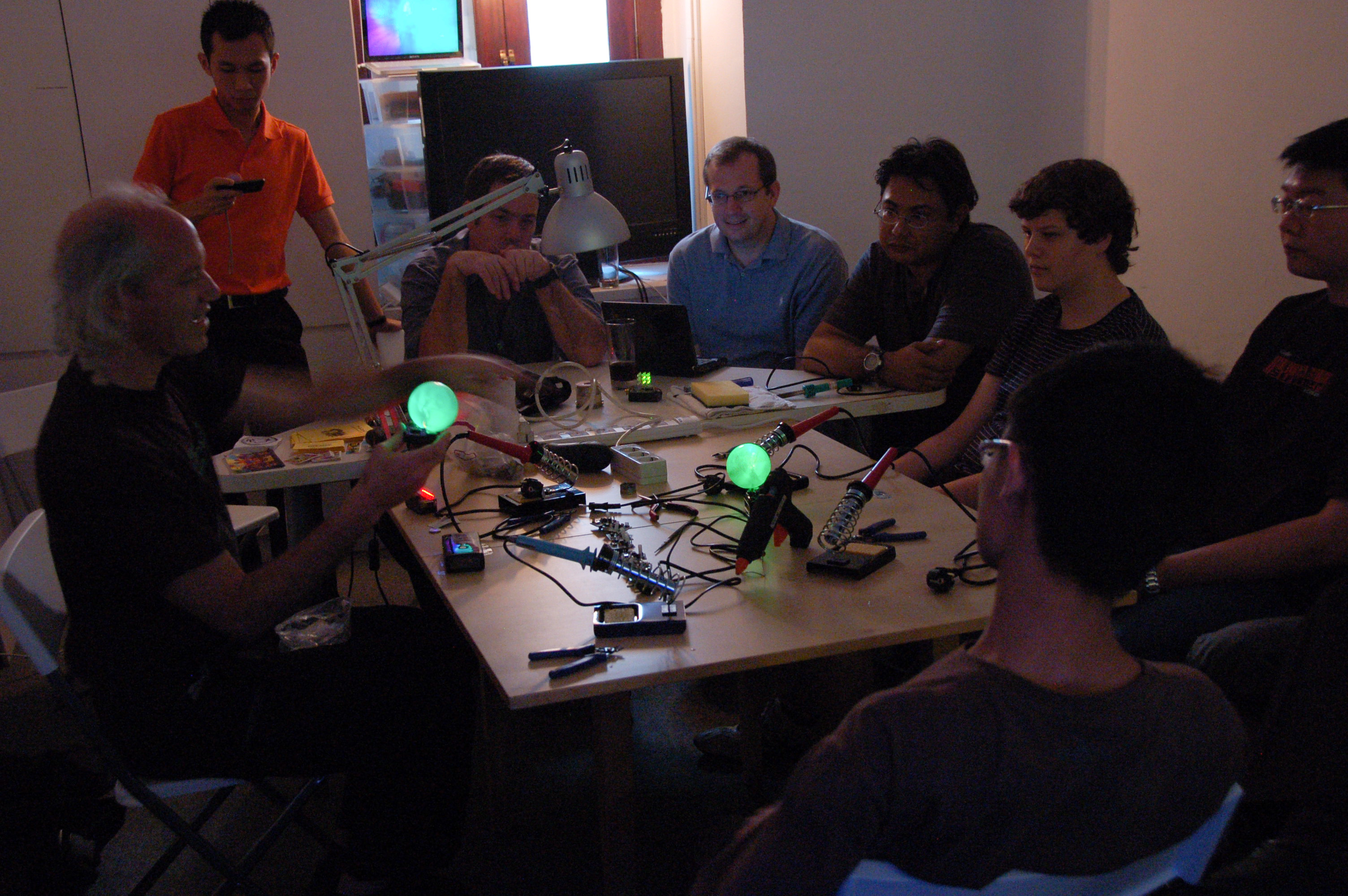
Warsztat prowadzony w HackerspaceSG w Singapurze

Konkretne działania podejmowane przez hackerspace’y różnią się w zależności od zainteresowań osób skupionych wokół konkretnej przestrzeni. Hackerspace jest miejscem, w którym odbywa się nauka poprzez praktykę i wzajemna wymiana wiedzy, często w formie warsztatów, prezentacji i wykładów.

## Hackerspace'y w Polsce

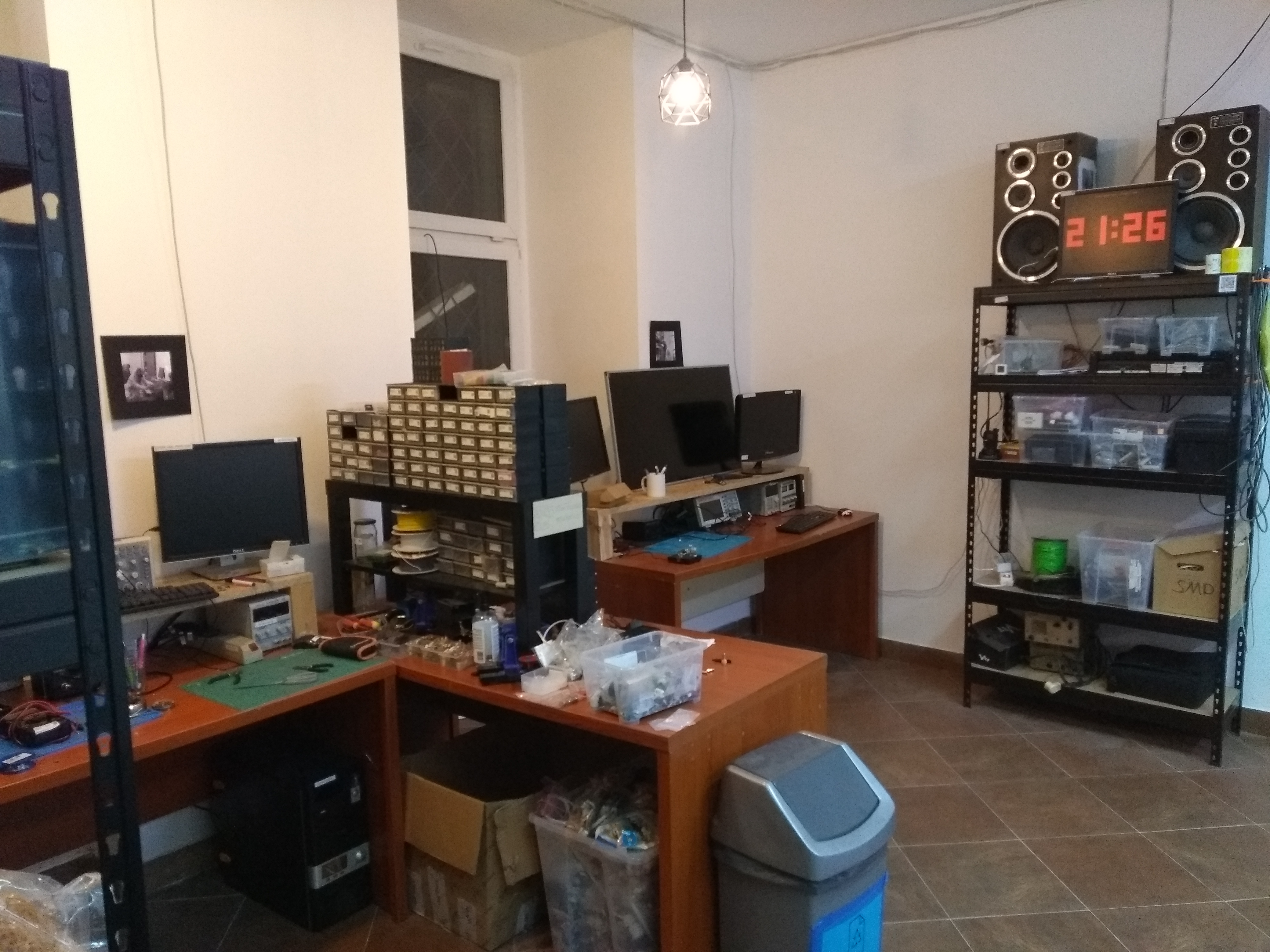
Hackerspace w Łodzi

W maju 2025 w Polsce funkcjonowało sześć utrzymywanych niezależnie przez skupione wokół nich społeczności hackerspace'ów – w Warszawie, Krakowie, Wrocławiu, Łodzi,  Gdańsku oraz Poznaniu. Pod względem prawnym hackerspace'y w Warszawie, Wrocławiu, Łodzi, Gdańsku i Poznaniu funkcjonują w formie stowarzyszeń rejestrowych, krakowskim zarządza fundacja. Ponadto w Gdańsku funkcjonuje przy Fundacji CODE:ME przestrzeń i społeczność posługująca się nazwą Hackerspace Trójmiasto, która jednak nie jest zarejestrowana jako samodzielny byt prawny.
W przypadku hackerspace'ów w Polsce, zazwyczaj przestrzeń i infrastruktura danego hackerspace'u dostępne są bez ograniczeń dla członków skupionej wokół niego otwartej społeczności, dokładających się finansowo do ich utrzymania. Osoby postronne mogą z nich korzystać w trakcie otwartych warsztatów i spotkań lub w porozumieniu z kimś spośród członków.
Lista istniejących w maju 2025 w Polsce hackerspace'ów (lista obejmuje hackerspace'y posiadające samodzielną formę prawną):
| Nazwa                        | Miasto   | Data rejestracji organizacji prowadzącej |
| ---------------------------- | -------- | ---------------------------------------- |
| Warszawski Hackerspace       | Warszawa | 18.06.2012                               |
| Hackerspace Kraków           | Kraków   | 17.10.2012                               |
| Hackerspace Wrocław          | Wrocław  | 28.11.2014                               |
| Hackerspace Pomorze          | Gdańsk   | 14.05.2020                               |
| Hakierspejs Łódź             | Łodź     | 22.03.2021                               |
| Knyfyrtel Hackerspace Poznań | Poznań   | 09.12.2024                               |

W przeszłości istniały też hackerspace'y w Katowicach (zakończył działalność w lutym 2024), Rzeszowie, Bydgoszczy i Lublinie. Podejmowano także próbę założenia hackerspace'u w Opolu.